# Ачинский глинозёмный комбинат

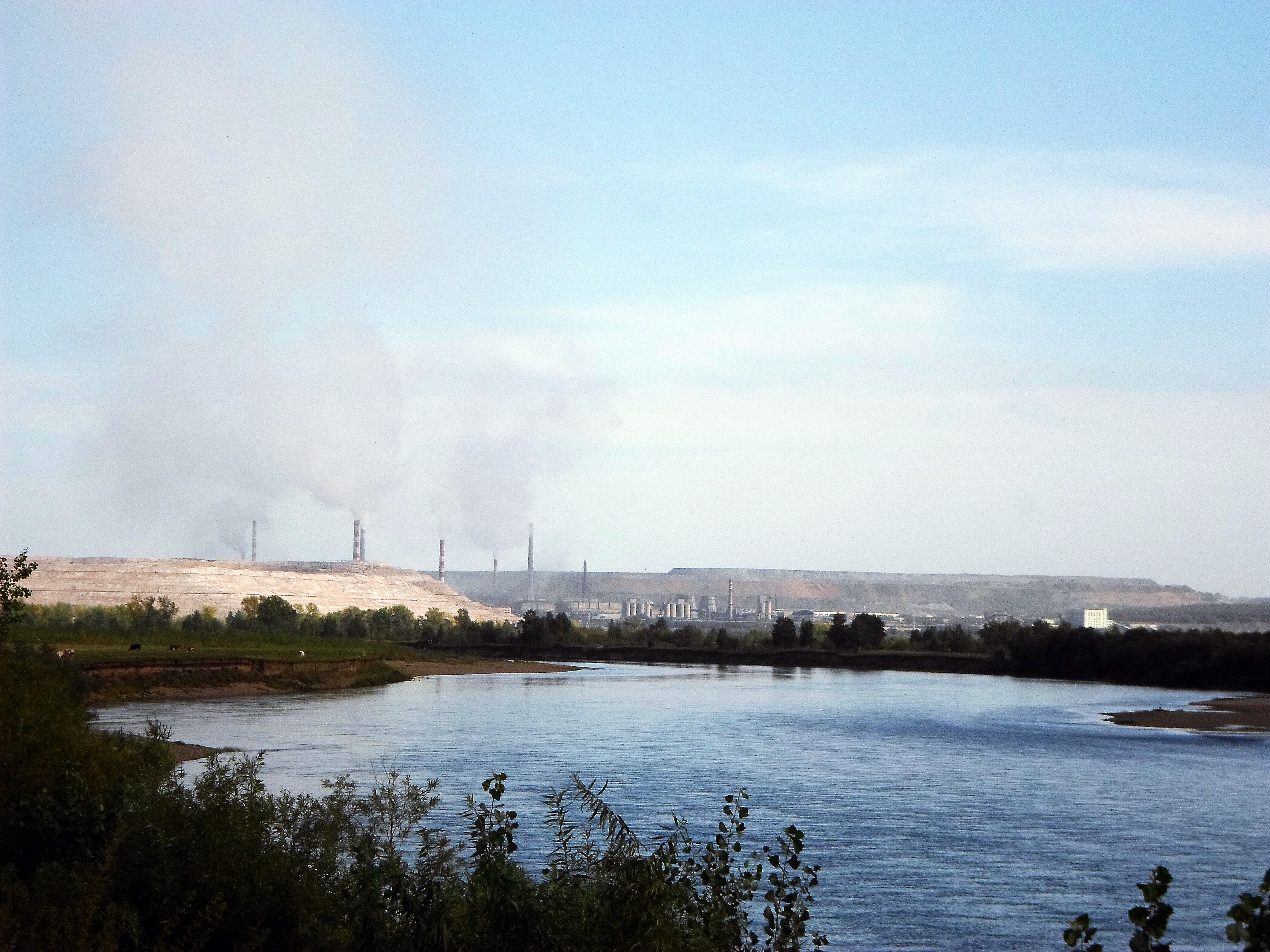
Вид на АГК с левого берега реки Чулым от села Белый Яр

А́чинский глинозёмный комбина́т (АГК) — крупнейшее в России предприятие по производству глинозёма. Расположено в городе Ачинске Красноярского края. Входит в состав алюминиевой компании «РУСАЛ». Официальное название — Акционе́рное о́бщество «РУСАЛ А́чинский глинозёмный комбина́т»; сокращенное наименование — АО «РУСАЛ Ачинск». Действует ТЭЦ Ачинского глинозёмного комбината.

## История
Для развития отечественной алюминиевой промышленности, в рамках создания в Красноярском крае энерго-металлургического комплекса (в составе Ачинского глинозёмного комбината, Красноярского алюминиевого завода и Красноярской ГЭС), правительство СССР 5 июля 1955 года приняло решение о строительстве на базе Кия-Шалтырского месторождения нефелинов рудника и глинозёмного комбината вблизи города Ачинска. Первый глинозём на комбинате был получен в 1970 году.

## Производство
АГК занимается переработкой нефелиновой руды с получением глинозёма марки Г-00, кальцинированной соды, гидроксида алюминия и сульфата калия.
Проектная мощность комбината — 900 тыс. тонн глинозёма в год. Начиная с 2002 года производство глинозёма превышает проектную мощность и в 2008 году составило 1,069 млн тонн. Сырьевую базу АГК составляют Кия-Шалтырский нефелиновый рудник (Кемеровская область), где добыча руды ведется открытым способом, и Мазульский известняковый рудник (г. Ачинск). АГК работает по уникальной технологии, разработанной Всероссийским (Всесоюзным) алюминиево-магниевым институтом (ВАМИ). Она основана на использовании метода спекания нефелиновой руды с известняком и последующей гидрохимической переработкой спёка. .
Глинозём с комбината поставляется на Красноярский, Братский, Иркутский, Саяногорский и Новокузнецкий алюминиевые заводы. Кальцинированная сода сбывается в России и странах ближнего зарубежья.
Комбинат сертифицирован на соответствие стандартам ISO:9001, ISO:14001, OHSAS:18001.